# Vicente Aleixandre

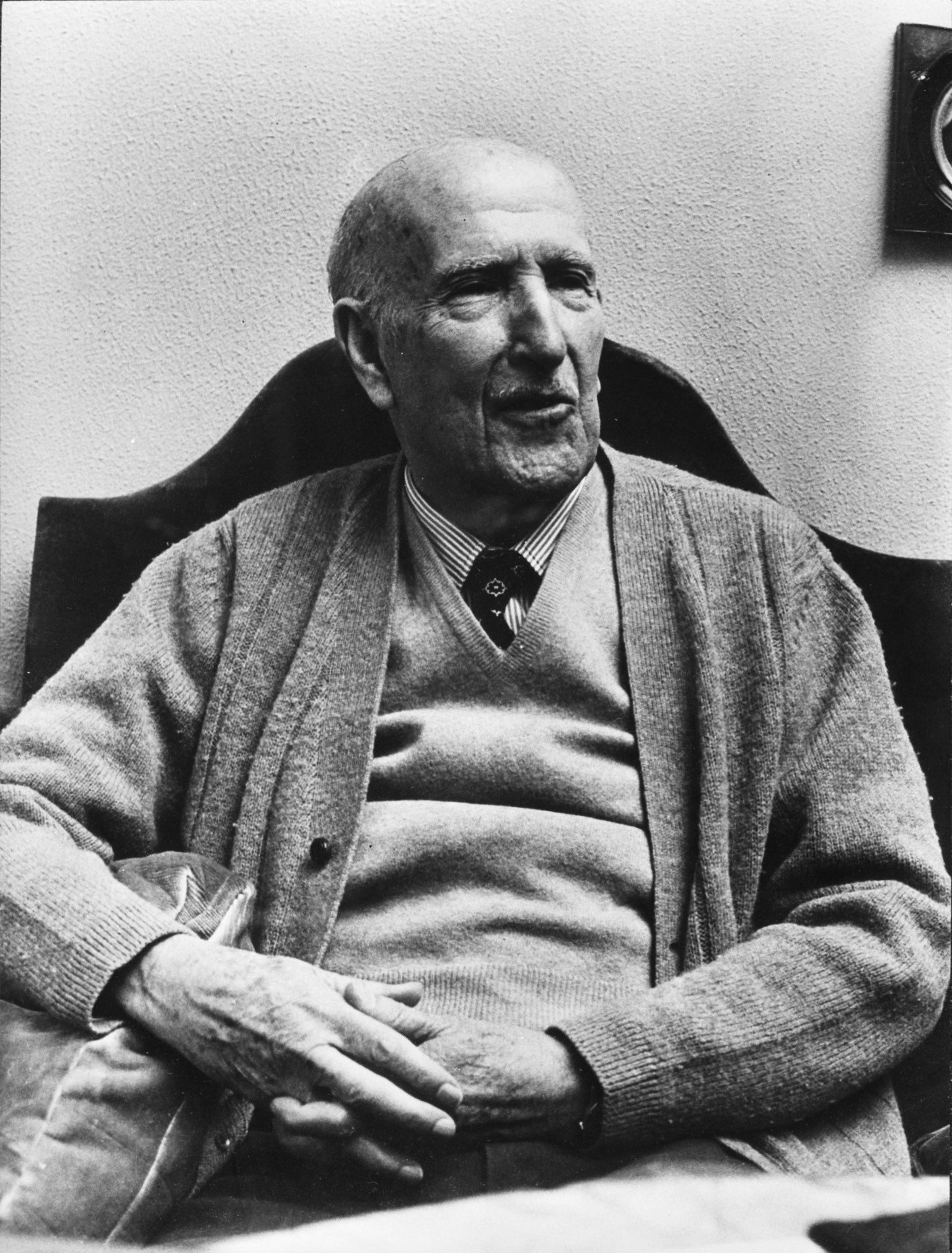
Vicente Aleixandre (1977)

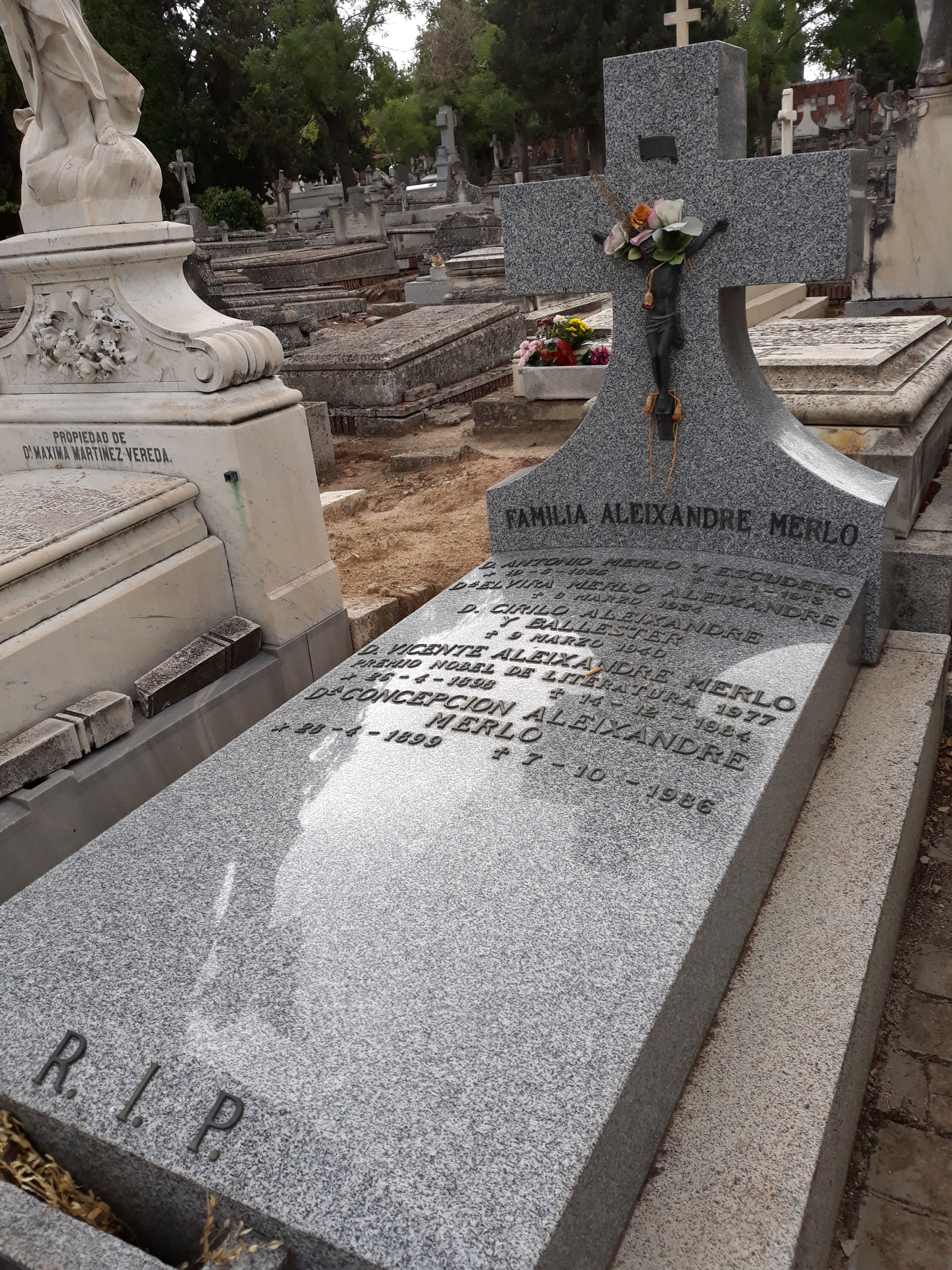
Das Familiengrab von Vicente Aleixandre und seiner Ehefrau Concepcion, seines Vaters sowie seiner Schwiegereltern auf dem Almudena-Friedhof in Madrid.

Vicente Aleixandre y Merlos (* 26. April 1898 in Sevilla; † 14. Dezember 1984 in Madrid) war ein spanischer Lyriker und Träger des Nobelpreises für Literatur 1977.

## Leben
Vicente Aleixandre y Merlos wurde 1898 als Sohn eines Lokomotivführers in Sevilla geboren und verbrachte seine Kindheit in Málaga. Ab 1909 lebte er in Madrid, wo er auch Jura und Wirtschaftswissenschaften studierte. Im Jahre 1922 lernt er im Ateneo in Madrid Rafael Alberti kennen, der wie Aleixandre selbst, als eines der wichtigsten Mitglieder der Generación del 27 gilt. Während dieser Jahre hatte er eine leidenschaftliche Beziehung zu der Schauspielerin Carmen de Granada. Er reiste durch Portugal, England, die Schweiz und Frankreich; im Stillen begann er seine ersten Gedichte zu schreiben. Aus dieser Zeit stammt auch sein erstes Gedicht Ambito. Sein ursprüngliches Vorhaben, Kaufmann zu werden, musste er aus gesundheitlichen Gründen aufgeben, und so widmete er sich ab 1925 vollständig der Literatur.
1934 wurde ihm für sein Werk La destruccion o el amor der spanische Nationalpreis für Literatur verliehen. Aufgrund des antifaschistischen Charakters seiner Werke hatte er in den Jahren 1936 bis 1944 Publikationsverbot, das er aber durch heimliche Veröffentlichungen umging. 1950 wurde er Mitglied der Real Academia Española.

## Literarische Einordnung
Vicente Aleixandres Werk kann in drei Epochen gegliedert werden. In seinem Frühwerk stand er unter dem Einfluss des Surrealismus, seine Werke zeichnen sich durch Individualismus, Pessimismus und eine schwer zugängliche Sprache aus. Den Höhepunkt dieser Entwicklung erreichte er mit Sombra del paraíso.
Später setzte sich in seinen Werken das Bewusstsein für die Gemeinschaft durch, die Sprache wurde einfacher und zugänglicher. Die Hauptwerke dieser Epoche sind Historia del corazón und En un vasto dominio.
In seinem Spätwerk zeichnet sich zunehmend das Bewusstsein der Sterblichkeit ab. Mit gelassener und tragischer Stimme besingt er den bevorstehenden Tod. Die Werke dieser Epoche sind Poemas de la consumación, Sonido de la guerra und Diálogos del conocimiento.

## Werke
- 1928: Ámbito
- 1932: Espadas como labios
- 1935: La destrucción o el amor
- 1944: Sombra del paraíso
- 1954: Historia del corazón
- 1958: Los encuentros, biographische Skizzen spanischer Lyriker, in Prosa
- 1962: En un vasto dominio
- 1968: Poemas de la consumación
- 1972: Sonido de la guerra
- 1974: Diálogos del conocimiento
- 1991: En gran noche, postume Ausgabe unveröffentlichter Gedichte

### Deutsche Ausgaben
- Nackt wie der glühende Stein. Gedichte, Spanisch/Deutsch. Übersetzt und mit einem Nachwort versehen von Erich Arendt und Katja Hayek Arendt, Rowohlt 1977, ISBN 3-499-25096-9
- Geschichte des Herzens. Roman. Coron-Verlag, Zürich, Ausgabe Nobelpreis 1977.
- Die Zerstörung oder die Liebe. Gedichte, Spanisch und deutsch. Übersetzt von Fritz Vogelgsang, 1978, ISBN 3-12-900141-7
- Gedichte, spanisch-deutsch. Reclam, 1980. Aus dem Spanischen von Erich Arendt, Katja Hayek-Arendt und Fritz Rudolf Fries. Mit einem Essay von Arendt und zwei Interviews mit dem Autor.
- Gesicht hinter Glas. Gedichte/Dialoge. Übersetzt von Fritz Rudolf Fries, 1987, ISBN 978-3-5962-2255-1